# إيفان غوف
إيفان غوف (بالإنجليزية: Ivan Goff)‏ هو منتج أفلام وكاتب سيناريو أسترالي، ولد في 17 أبريل 1910 في برث في أستراليا، وتوفي في 23 سبتمبر 1999 في سانتا مونيكا في الولايات المتحدة بسبب مرض آلزهايمر.

## وصلات خارجية
- إيفان غوف على موقع IMDb (الإنجليزية)
- إيفان غوف على موقع ألو سيني (الفرنسية)
- إيفان غوف على موقع أول موفي (الإنجليزية)
- إيفان غوف على موقع قاعدة بيانات برودواي على الإنترنت (الإنجليزية)
- إيفان غوف على موقع قاعدة بيانات الأفلام السويدية (السويدية)
- إيفان غوف على موقع قاعدة بيانات الفيلم (الإنجليزية)
- إيفان غوف على موقع كينوبويسك (الروسية)